# Sansone di Dol
Sansone di Dol, in francese Saint Samson (Glamorgan, 495 circa – Dol-de-Bretagne, 565 circa), è stato un vescovo gallese.
Egli fu uno dei tanti santi bretoni che la tradizione vuole provenienti da oltre Manica. È uno dei sette santi fondatori della Bretagna. La città di Dol è una delle tappe del pellegrinaggio medievale detto Tro Breizh (Giro della Bretagna)
Egli fondò l'abbazia di Dol ed è il santo patrono della diocesi, della quale Dol divenne capoluogo in epoca carolingia. La sua firma sugli Atti del Concilio di Parigi (tenutosi nel 562) attestano la storicità di questo vescovo.

## Biografia
Secondo la sua agiografia, era figlio di certi Amon di Demetia
e di Anna di Gwent, che avevano atteso un figlio da lungo tempo. Per consacrarlo a Dio, essi lo mandarono nel monastero di Llaniltud Fawr, oggi Llantwit Major, presso Cardiff. Ebbe come maestro sant'Iltud (cui deve il nome il comune di Lanildut, a nord-ovest di Brest).
Secondo tradizioni più tardive, Sansone si sarebbe fatto notare per la sua capacità di comandare agli uccelli che distruggevano i raccolti. Egli convertì i suoi genitori alla vita monastica e, a seguito della morte accidentale dell'abate Piro, fu posto a capo del monastero d'Inis Pyr, nell'isola di Caldey.
Dopo un soggiorno in Irlanda, ove avrebbe rinnovato (o fondato) un monastero venne consacrato vescovo da san Dubricio, vescovo di Llandaff, presumibilmente nel 521, e si trasferì in Cornovaglia, ove prese dimora a Golant, in una caverna dalla quale aveva cacciato un serpente.
Successivamente attraversò la Manica, passando per le isole Scilly (ove una delle isole, la Samson prende il nome da lui) e diretto nella Bretagna continentale ove si stabilì a Dol (oggi Dol-de-Bretagne nell'Ille-et-Vilaine), fondandovi un monastero. Egli s'intromise in una crisi politica tra il re franco Childeberto I ed il capo bretone Judual, che egli contribuì a ristabilire nei suoi diritti sulla Dumnonia. La donazione, da parte dei merovingi, del monastero di Pentale (Saint-Samson-de-la-Roque) completò la sistemazione di Sansone, da entrambe le parti del canale della Manica, in una rete di monasteri controllata dalla sua famiglia. Ritenuto fondatore della diocesi di Dol, e suo primo vescovo, alla sua morte la salma venne inumata nella cattedrale di Dol, ove riposa anche la salma del cugino e successore san Maglorio.

## Fonti
Esistono due agiografie, molto antiche, di san Sansone di Dol. La Vita prima sancti Samsonis, qual che sia la sua data esatta che le viene assegnata (le stime vanno dal VII secolo all'inizio del IX; l'VIII, secondo P. Flobert), si tratta del più antico documento conservato sull'emigrazione bretone in Armorica. La Vita secunda risale all'epoca carolingia (metà del IX secolo ?). Si deve anche citare la Vita Samsonis, del vescovo di Dol Baudri de Bourgueil, dell'inizio del XII secolo.
L'agiografia di san Sansone occupa nella Bibliotheca hagiographica latina i volumi BHL 7478-86.
- Edizione della Vita prima : Pierre Flobert (éd.), La Vie ancienne de saint Samson de Dol, fonti di storia medievale pubblicate dall'Institut de Recherche et d'Histoire des Textes n° 31, Parigi, Edizioni del CNRS, 1997.
- Edizione della Vita secunda : Dom François Plaine (éd.), « Vita antiqua sancti Samsonis », Analecta Bollandiana 6, 1887, pp .77-150.
- Armelle Le Huërou, « La réécriture d'un texte hagiographique au XIIème siècle: la Vita sancti Samsonis de Baudri de Bourgueil », Annales de Bretagne et des Pays de l'Ouest, vol. 108, n° 2, 2001, pp. 7–30.

Contrariamente a molti altri santi bretoni dell'alto medioevo, san Sansone è un personaggio storicamente accertato: egli ha sottoscritto gli atti del III concilio di Parigi (562) e re Childeberto I gli aveva donato il luogo ov'egli fondò l'abbazia di Pental (nel territorio dell'attuale comune di Saint-Samson-de-la-Roque, nel dipartimento dell'Eure), località sottoposta a scavi archeologici dal 1922, che hanno portato alla luce le vestigia dell'epoca.

## Culto

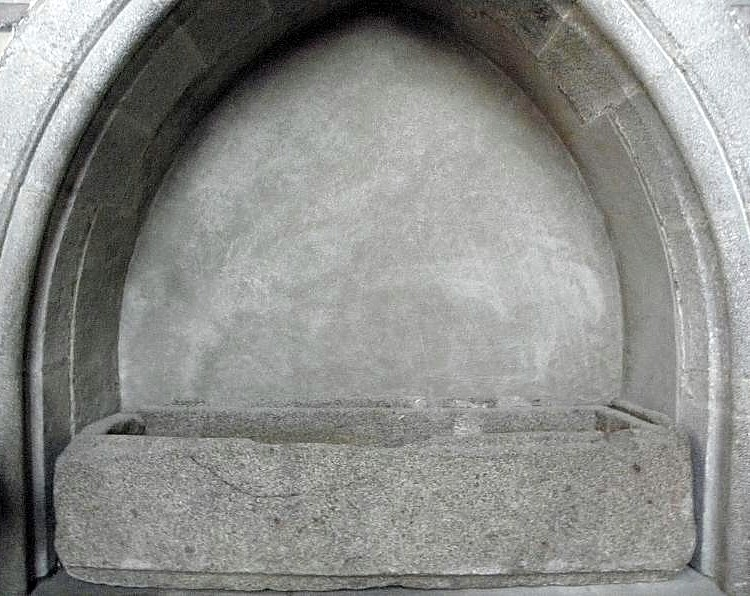
Tomba di san Sansone nella cattedrale di Dol-de-Bretagne.

La tomba di san Sansone si trova nell'omonima cattedrale a Dol-de-Bretagne. 
Da san Sansone ha preso il nome il comune di Saint-Samson-sur-Rance, presso Dinan. Una cappella porta il suo nome a Landunvez (Finistère). Il suo culto s'é diffuso fuori della Bretagna, in particolare nell'isola di Jersey ed a Guernesey (Saint-Samson), così come in Normandia, a Saint-Samson-sur-Risle (Saint-Samson-de-la-Roque), nell'attuale dipartimento dell'Eure. La chiesa di La Roche-Guyon (Val-d'Oise) è dedicata a lui; una leggenda locale narra ch'egli abbia preso moglie prima di farsi monaco.
Fu canonizzato per aver liberato una donna, che era posseduta dal demonio. La chiesa di Saint-Samson de Clermont, della città di Clermont e quella del villaggio di Saint-Samson-la-Poterie (Oise) sono a lui dedicate.
Il suo nome compare nel Tristano e Isotta, un episodio del quale si svolge nella parrocchia di Saint-Samson.
I Bretoni, fuggendo i Normanni importarono il culto di questo santo; le sue reliquie furono deposte nel 930 nel monastero di San-Sinforiano d'Orléans, che divenne abbazia poi priorato di San-Sansone.
Un fonte battesimale si trova a Pleine-Fougères (Manche), nella località detta L'Île Saint-Samson, luogo che si trova sulla strada che da Mont-Saint-Michel porta a Santiago di Compostela.
La sua memoria liturgica cade il 28 luglio.